# بيت منذر
بيت منذر هي قرية لبنانية من قرى قضاء بشري في محافظة الشمال.